# 臭化ナトリウム
臭化ナトリウム（しゅうかナトリウム、sodium bromide）は、ハロゲン化ナトリウムの一種で、ナトリウムの臭化物。化学式はNaBr。
ナトリウムイオンおよび臭化物イオンからなるイオン結晶で、塩化ナトリウム型構造をとり、格子定数は596.1pmである。融点755℃、沸点1390℃。比重は3.21。水への溶解度は20℃で73.3g/100ml、50℃では116g/100ml。水溶液を濃縮すると2水和物が析出する。19世紀後期から20世紀初頭にかけて鎮静剤、抗てんかん薬として広く使われた。

## 化学反応
臭化ナトリウムの水溶液に、酸化還元電位が高く、より酸化作用の強い気体塩素を吹き込むと臭素が生成する。
{\displaystyle {\ce {2NaBr\ + Cl2 -> 2NaCl\ + Br2}}}
臭化ナトリウムと強酸を混ぜると、揮発性の臭化水素が生成する。この反応はより酸性度の高い濃硫酸を用いるとより進行しやすいが、生成した臭化水素の酸化を避けるため、リン酸が用いられる。
{\displaystyle {\ce {NaBr\ + H3PO4 -> HBr\ + NaH2PO4}}}
有機塩素化合物を有機臭素化合物誘導体に転化する求核剤として、有機合成で広く使われる。
{\displaystyle {\ce {NaBr\ + RCl -> RBr\ + NaCl}}}